# 広田町
広田町（ひろたちょう）は、1954年（昭和29年）まで岩手県気仙郡に存在していた町である。現在の陸前高田市広田町にあたる。

## 沿革
- 1889年（明治22年）4月1日 - 町村制施行に伴い、旧来の広田村単独で村制施行。
- 1952年（昭和27年）6月1日 - 町制施行により、広田町となる。
- 1955年（昭和30年）1月1日 - 高田町・気仙町・小友村・竹駒村・矢作村・横田村・米崎村と合併し、陸前高田市となる。

## 行政

### 歴代村長
| 代 | 氏名         | 就任                      | 退任                      | 備考 |
| -- | ------------ | ------------------------- | ------------------------- | ---- |
| 1  | 小松駒次郎   | 1889年（明治22年）5月16日 | 1897年（明治30年）6月17日 |      |
| 2  | 小松駒次郎   | 1889年（明治22年）5月16日 | 1897年（明治30年）6月17日 |      |
| 3  | 小松駒次郎   | 1889年（明治22年）5月16日 | 1897年（明治30年）6月17日 |      |
| 4  | 津田俊治     | 1897年（明治30年）6月18日 | 1901年（明治34年）3月21日 |      |
| 5  | 徳山源友     | 1901年（明治34年）6月29日 | 1905年（明治38年）1月14日 |      |
| 6  | 米谷源之允   | 1905年（明治38年）3月29日 | 1911年（明治45年）2月15日 |      |
| 7  | 米谷源之允   | 1905年（明治38年）3月29日 | 1911年（明治45年）2月15日 |      |
| 8  | 大和田直三郎 | 1913年（大正2年）4月2日   | 1913年（大正2年）10月1日  |      |
| 9  | 佐藤清治郎   | 1913年（大正2年）10月16日 | 1917年（大正6年）6月4日   |      |
| 10 | 佐々木大三郎 | 1917年（大正6年）6月5日   | 1921年（大正10年）3月28日 |      |
| 11 | 佐藤清治郎   | 1921年（大正10年）7月11日 | 1922年（大正11年）5月19日 | 再任 |
| 12 | 小松駒治郎   | 1922年（大正11年）5月20日 | 1930年（昭和5年）5月19日  |      |
| 13 | 小松駒治郎   | 1922年（大正11年）5月20日 | 1930年（昭和5年）5月19日  |      |
| 14 | 国枝幸丸     | 1930年（昭和5年）5月22日  | 1933年（昭和8年）4月14日  |      |
| 15 | 佐々木大三郎 | 1933年（昭和8年）4月23日  | 1945年（昭和20年）4月22日 | 再任 |
| 16 | 佐々木大三郎 | 1933年（昭和8年）4月23日  | 1945年（昭和20年）4月22日 | 再任 |
| 17 | 佐々木大三郎 | 1933年（昭和8年）4月23日  | 1945年（昭和20年）4月22日 | 再任 |
| 18 | 大和田新之助 | 1945年（昭和20年）4月23日 | 1947年（昭和22年）1月20日 |      |
| 19 | 熊谷喜一郎   | 1947年（昭和22年）4月5日  | 1952年（昭和27年）5月31日 |      |
| 20 | 熊谷喜一郎   | 1947年（昭和22年）4月5日  | 1952年（昭和27年）5月31日 |      |

### 歴代町長
| 代 | 氏名       | 就任                     | 退任                      | 備考         |
| -- | ---------- | ------------------------ | ------------------------- | ------------ |
| 1  | 熊谷喜一郎 | 1952年（昭和27年）6月1日 | 1956年（昭和31年）9月29日 | 村長より留任 |